# Coppa Bernocchi 2003
La Coppa Bernocchi 2003, ottantacinquesima edizione della corsa, si svolse il 21 agosto 2003 su un percorso di 199 km. Era valida come evento del circuito UCI categoria 1.3. La vittoria fu appannaggio dell'italiano Sergio Barbero, che terminò la gara in 4h49'41", alla media di 41,362 km/h, precedendo il connazionale Massimo Giunti e l'ucraino Serhij Matvjejev. L'arrivo e la partenza della gara furono a Legnano.

## Ordine d'arrivo (Top 10)
| Pos. | Corridore                | Squadra         | Tempo    |
| ---- | ------------------------ | --------------- | -------- |
| 1    | Sergio Barbero           | Lampre          | 4h49'41" |
| 2    | Massimo Giunti           | Domina Vacanze  | s.t.     |
| 3    | Serhij Matvjejev         | Panaria         | s.t.     |
| 4    | Sergej Valer'evič Ivanov | Fassa Bortolo   | s.t.     |
| 5    | Serhij Adveyev           | Landbouwkrediet | s.t.     |
| 6    | Eddy Serri               | Mercatone Uno   | s.t.     |
| 7    | Ivan Basso               | Fassa Bortolo   | s.t.     |
| 8    | Eddy Ratti               | Lampre          | s.t.     |
| 9    | Alessio Galletti         | Saeco           | s.t.     |
| 10   | Marco Zanotti            | Fassa Bortolo   | s.t.     |